# After (filme)
After é um filme americano de romance baseado no best-seller e livro homônimo da autora Anna Todd, com direção de Jenny Gage e roteiro de Susan McMartin. O filme é estrelado por Josephine Langford como Tessa Young, uma estudante universitária que começa um turbulento relacionamento com o badboy Hardin Scott, vivido por Hero Fiennes Tiffin.
After estreou nos Estados Unidos em 12 de abril 2019. No Brasil, o filme estreou em 11 de abril de 2019, distribuído pela Diamond Films.

## Elenco
- Hero Fiennes-Tiffin como Hardin Scott
- Josephine Langford como Tessa Young
- Shane Paul McGhie como Landon Gibson
- Peter Gallagher como Ken Scott
- Jennifer Beals como Karen Gibson
- Selma Blair como Carol Young
- Pia Mia como Tristan
- Samuel Larsen como Zed Evans
- Inanna Sarkis como Molly Samuels
- Khadijha Red Thunder como Steph Jones
- Dylan Arnold como Noah Porter
- Meadow Williams como professora Soto
- Swen Temmel como Jace
- Sarah Jorge León como professora Martínez

## Dubladores no Brasil
- Estúdio de dublagem: Delart[3]
- Direção de Dublagem: Manolo Rey[3]
- Cliente: Diamond Films[3]
- Tradução: Pavlos Euthymiou[3]
- Técnico(s) de Gravação: Rodrigo Oliveira[3]
- Mixagem: Claudio Alves[3]

Elenco principal
- Tessa - Ana Elena Bittencourt[3]
- Hardin - Andreas Avancini[3]
- Steph - Erika Menezes[3]
- Molly - Carol Crespo[3]
- Noah - Charles Emmanuel[3]
- Zes - João Cappelli[3]
- Tristan - Isabella Simi[3]
- Ken - Ricardo Schnetzer[3]
- Carol - Priscila Amorim[3]
- Jace - Felipe Drummond[3]
- Soto - Patrícia Garcia[3]
- Karen - Marcela Duarte[3]
- Landon - Thiago Fagundes[3]

## Produção

### Testes
Em janeiro de 2018, começaram oficialmente os testes para os protagonistas do longa, atores como Nicholas Galitzine, Ash Stymest e até Gregg Sulkin auditaram para o papel do Hardin e atrizes como Danielle Rose Russell, Lilly Van der meer e Charlotte McKee auditaram para o papel de Tessa. A atuação e química era prioridade para os produtores. Foram meses de audições, até que em 8 de maio de 2018, a Variety divulgou em nota oficial que Julia Goldani Telles e o inglês Hero Fiennes Tiffin foram escalados para os papeis principais.
Mas em junho de 2018, a atriz Julia Goldani Telles anunciou em uma carta aberta para os fãs sua saída do longa devido a conflitos de agenda. No mesmo mês, a atriz australiana Josephine Langford foi anunciada como a nova interprete de Tessa Young pelo portal Deadline.
- Langford afirmou ''Estou tão animada por fazer parte de After como Tessa e poder trazer essa personagem à vida. Afternators esperaram por tanto tempo pra ver essa história ganhar vida e estou animadíssima por ajudar a contar sua história.''[5]

## Trilha sonora
O primeiro teaser trailer do filme lançado em novembro de 2018 apresenta a música "Dangerous Woman", da cantora Ariana Grande e o segundo trailer lançado em fevereiro de 2019 é embalado pela música "Good for you", da Selena Gomez. No dia 22 de março foi lançado um single da cantora Pia Mia para a trilha sonora do filme chamada ''Bitter Love''. Em 4 de abril de 2018, a autora Anna Todd divulgou a trilha sonora completa do filme no seu perfil no serviço de streaming Spotify.
1. Odesza - Just A Memory
2. Ingrid Michaelson - Light Me Up
3. Bea Miller - Like That
4. Freya Ridings - Ultraviolet
5. Frey Ridings - Blackout
6. James Bay - Us
7. Faker - Gold
8. Alessia Cara - Out of Love
9. Olivia O'brien - Complicated
10. The Fray - Look After You
11. Yoke Lore - Beige
12. Banners - Someone to you
13. Colouring - The Wave
14. Pia Mia - Bitter Love
15. Dsardy - Step Ahead Remix
16. Daye Jack - Raw
17. Brain Tan - Your Magazines
18. We Are The Fury - Kiss The Sun
19. T. Flex - Richer

## Lançamento
Em 23 de julho de 2018, o portal Deadline divulgou que After seria distribuído pelo estúdio Aviron Pictures e sua estreia nos cinemas americanos estava agendada para 12 de abril de 2019. No Brasil, Peru, Argentina, Espanha, México e Chile. After foi distribuído pela Diamond Films.

## Prêmios e indicações
| Ano  | Prêmio             | Categoria                                  | Resultado |
| ---- | ------------------ | ------------------------------------------ | --------- |
| 2019 | Teen Choice Awards | Melhor filme de Drama                      | Venceu    |
| 2019 | Teen Choice Awards | Melhor ator de Drama - Hero Fiennes Tiffin | Venceu    |
| 2019 | Teen Choice Awards | Melhor atriz de Drama - Josephine Langford | Venceu    |

| Ano  | Prêmio                 | Categoria             | Resultado |
| ---- | ---------------------- | --------------------- | --------- |
| 2019 | People's Choice Awards | Melhor filme de Drama | Venceu    |